# 诸葛亮北伐

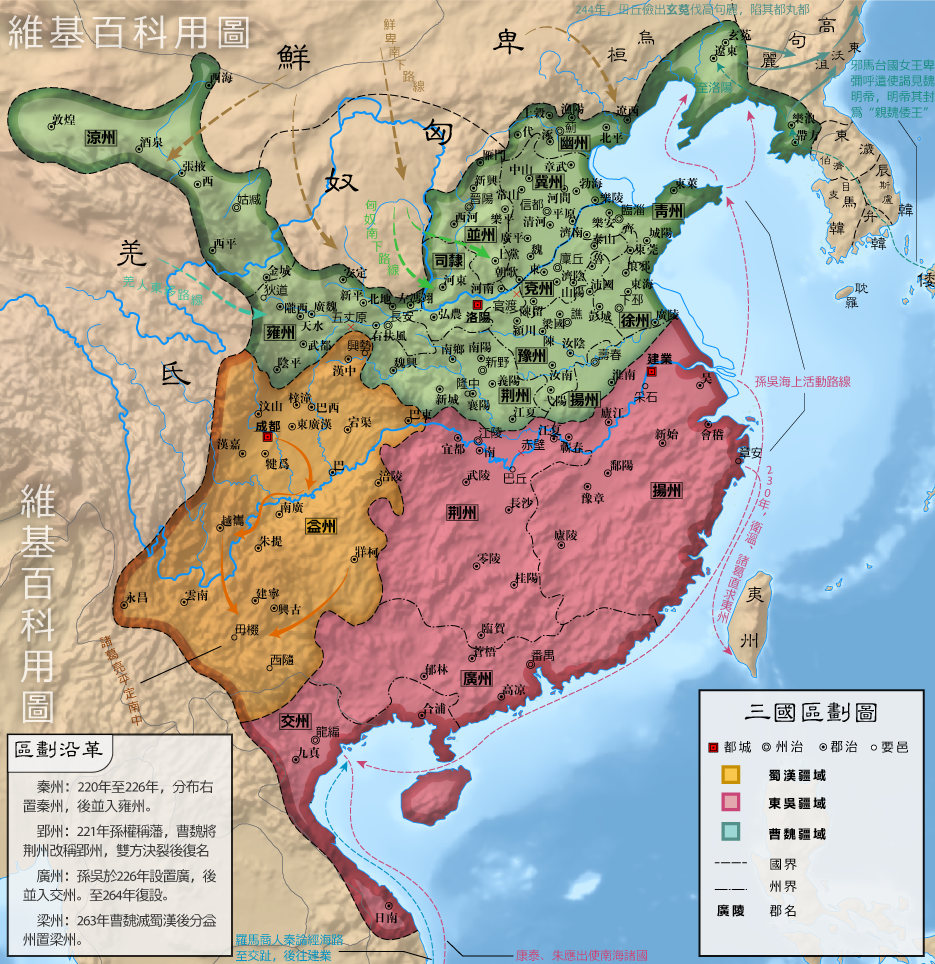
三國时期各国势力图

諸葛亮北伐，又稱“武侯北伐”，是三國時期蜀漢在諸葛亮執政期間於228年至234年间發動对曹魏的战争，共五次，最終維持漢魏在漢中對峙的格局。
總括而言，北伐取得局部胜利，蜀汉军夺得武都、阴平二郡，使得魏军损兵折将且处于下风，並對曹魏經濟造成頗大打击。但因糧草問題，蜀漢始終未能攻取关中、陇西、長安等战略目标；魏军曾试图發動反擊戰，但遭漢军击败。最後蜀漢军主帅、丞相諸葛亮於北伐期間積勞成疾病逝于五丈原。此後漢魏維持長期對峙，直至253年費禕遇刺身故之後，姜維加大了其領軍的北伐攻勢。

## 兩國形勢
222年，蜀漢昭烈皇帝劉備在夷陵之戰中被東吳打敗，既無法奪回荊州三郡，亦令蜀漢國力大減。
丞相諸葛亮輔助後主劉禪，蜀漢國力慢慢回復，同時派出陳震、鄧芝與東吳重新修好。225年，諸葛亮南征，平定蜀漢南方亂事，提供北伐所需要的物資。遂於226年將大軍進駐漢中，以大將魏延為督前部，並開始訓練士兵，籌備北伐曹魏。
226年，魏文帝曹丕病死，曹叡即位，是為魏明帝，當時魏朝有議論，可乘諸葛亮在漢中，一舉出兵討伐他們，魏明帝亦有意，但孫資認為漢中南鄭險阻，又大舉興兵必天下騷動，費力廣大，於是提出分命大將據諸要險，魏國力最強大，蜀、吳終必自降，於是明帝暫緩出兵。但這沒有影響諸葛亮北伐決心，於227年春天，諸葛亮上書《出師表》給劉禪，陳述出師的原因，表明統一中原的希望，而劉禪亦向諸葛亮下詔出師，開始實行北伐。

## 战争過程

### 第一次北伐
蜀汉建兴六年（228年）春天，蜀汉軍準備好北伐，督前部、鎮北將軍魏延提出效仿韓信分兵之事，襲取潼關（《魏略》作「子午谷之計」），但諸葛亮不從；魏延在之後的北伐中都提過此建議，均被諸葛亮認為過於冒進而制止。諸葛亮派鎮東將軍趙雲、揚武將軍鄧芝率軍作為疑兵，由箕谷擺出要由斜谷道北攻的形勢，以吸引魏軍，漢軍行動成效，在洛陽的曹叡派出大將軍曹真都督關右各軍，前往郿防禦趙雲等人；於是諸葛亮則親率主力向祁山進攻。
由於當時劉備已經逝世四年多，加上蜀汉數年專注平定西南，沒有動靜，令曹魏沒有防備蜀漢，在曹叡後來班告中亦有提及：「先移風於禮樂，次講武於農隙，置亮畫外，未以為虞。」現在聽到諸葛亮北出祁山，朝野都甚為恐懼，隴加更甚，天水、南安、安定三郡相繼叛魏，響應漢軍，馬遵等當地太守各棄郡東走。於是諸葛亮包圍祁山，準備打下作為北伐前哨。曹魏群臣未能做出對策，曹叡冷靜道：「亮阻山為固，今者自來，既合兵書致人之術；且亮貪三郡，知進而不知退，今因此時，破亮必也。」便親自到長安坐鎮。
魏軍到來，當時諸葛亮不用宿將魏延、吳懿等為先鋒，而是派參軍馬謖領副將牙門將、裨將軍王平到街亭防禦張郃，另派高翔屯兵列柳城；另一方面，南安郡人帶著漢軍攻打隴西，當地太守游楚與吏民策劃，先作堅守，若漢軍真能攻下西來的魏援則投降也不遲，他於是遣長史馬顒出門設陣，自己向來到的漢軍說：「卿能斷隴，使東兵不上，一月之中，則隴西吏人不攻自服；卿若不能，虛自疲弊耳。」漢軍於是退去。
而到達街亭的馬謖不遵循諸葛亮的部署，舉措煩擾，又不接受王平的勸阻，不在當道之處下寨，反而捨水上山設陣。當張郃到來，他先將漢軍包圍在山上，又切斷水源，再督軍大舉進攻，漢軍大敗，馬謖逃走，眾軍各自逃亡，只有王平領著千人，鳴鼓自守，而張郃又疑漢軍有伏兵，不作追擊，於是王平集合分散的軍隊，向諸葛亮大軍處撤退。街亭失守，駐屯在列柳城的高翔所部又被魏雍州刺史郭淮攻破，漢軍失掉有利形勢，諸葛亮惟有將西縣千多戶帶至漢中，班師撤退，至於隴西游楚等亦因此成功固守，原本有意投降的祁山守将高刚也没有投降。而趙雲、鄧芝的疑兵亦在箕谷無法抵禦曹真的主力軍，趙雲便收集士卒倚勢固守，將棧道燒毀，所以沒有太大的損失。
回到漢中，諸葛亮把臨陣逃脫、棄士兵於不顧的馬謖收獄，為嚴守軍令，便斬殺馬謖、張休及李盛，奪取黃襲等人之兵，王平則因有作進諫而被提拔。諸葛亮亦上書自我檢討，並自貶三等，劉禪接納，但仍以諸葛亮為右將軍行丞相事，趙雲亦自請貶為鎮軍將軍，但諸葛亮讚賞他守衛之功。後來，有人曾勸諸葛亮再北伐，但諸葛亮認為要更訓練士卒，令他們忘了失敗之事，才可再行。曹魏左將軍張郃在漢軍撤出後，快速將天水、南安、安定三郡平定，大都督曹真認為漢軍今番進攻祁山失敗，斜谷道又被趙雲所部軍燒毀和大水沖蝕，判斷下次敵軍多半會以陳倉作目標，便派將軍郝昭、王生等與千餘人屯兵陳倉。

### 第二次北伐
因曹魏大司馬曹休在石亭被東吳大都督陸遜打敗，諸葛亮得知後趁機再次率軍北上，一是料想到關中空虛，二是為東吳減輕曹軍的壓力。
蜀漢建興六年（228年）冬天，诸葛亮復出兵散關，不過郝昭已築陳倉城防備，諸葛亮曾派郝昭同鄉靳詳於城外數次游說郝昭投降，但郝昭拒絕。諸葛亮便率軍包圍陳倉。漢軍沒有以大軍進攻，而是先用雲梯、衝車攻城，郝昭便用火箭射雲梯，當雲梯燃燒時，梯上的人便被燒傷，又以繩綁著石磨，掉下城牆，壓毀衝車。諸葛亮便轉用井闌在百尺外向城中射箭，掩護士兵用土填平護城河，想直接攀城，郝昭於是建起內牆，令井闌失效。諸葛亮又挖地道，想突襲城中，郝昭又在城內挖下橫壕溝，擋下地道。双方激戰二十餘日未有勝負，曹真派费曜等率軍來救，曹叡又派張郃攻諸葛亮，但張郃軍未到，諸葛亮已經因糧盡而撤退。在撤退過程中，成功擊殺上前來追擊的魏將王雙。

### 第三次北伐
229年春天，諸葛亮遣陳式（一說陳戒）進攻武都、陰平兩郡，魏雍州刺史郭淮領兵來救，諸葛亮率主力軍向建威，牽制郭淮，魏軍知道漢軍主力到臨，便緊急撤退，漢軍順利佔領二郡。之後，諸葛亮安撫當地的氐人、羌人，然後留兵據守，自己率軍回漢中。因成功奪取二郡，劉禪升諸葛亮回任丞相。至冬天，諸葛亮徙府營至南山下的平原，建築漢、樂二城，加強漢中防守。
230年六月，曹魏想反客為主，大司馬曹真上表伐蜀議案，曹叡認為可行，本來曹真想從斜谷南入，但司空領尚書令陳群認為斜谷太險阻，難以進退，於是曹真率主力軍改為由子午道進發；張郃則由斜谷輔攻；大將軍司馬懿率軍由西城進發順漢水而上，與曹真軍會師；雍州刺史郭淮、後將軍費曜等從隴右武威進兵，直指漢中。諸葛亮知道魏軍來攻後，漢中太守魏延立即加強城固、赤阪等要地的防守，又要求驃騎將軍李嚴率二萬人趕赴漢中阻擊敵人，表李嚴子李豐為江州都督，防衛後方，成功阻斷魏軍攻勢。又派鎮北將軍魏延、關中都督吴懿率軍西入羌地，反攻郭淮、費曜等軍。
起初，魏軍前鋒偏將軍夏侯霸先大軍一步，進至興勢，在曲折的谷中下營被當地百姓看到、通報漢軍攻擊，夏侯霸在鹿角間戰鬥，最後援軍到達，夏侯霸才得以解圍。期間遇到三十天的大雨，棧道斷絕，曹真用一個月才走一半路程。在朝中，司徒華歆、少府楊阜、散騎常侍王肅都上疏勸曹叡撤軍，至九月，曹真受詔而回，而魏延、吴懿亦成功在陽谿大破郭淮、費曜，最終漢軍在逆襲下大破魏軍。

### 第四次北伐
231年春天，諸葛亮再次進行北伐，以木牛運糧，包圍祁山，又招攬鮮卑人軻比能，軻比能起兵到石城響應漢軍。因曹魏大司馬曹真病重，曹叡改派大將軍司馬懿為統帥屯於長安，領征西車騎將軍張郃、後將軍費曜、征蜀護軍戴淩、雍州刺史兼建威將軍郭淮等人抵抗。司馬懿先派費曜、戴淩與四千精兵前往上邽防守，自己則率其他兵力解救祁山。張郃認為該分兵駐守雍、郿，但司馬懿認為己方战斗力不如蜀汉军，若分軍容易遭到诸葛亮各个击破，不及合軍有利，便向西推進。
諸葛亮知道後留下討寇將軍王平守南圍，同時他繼續派軍攻打祁山，並分兵前去迎戰司馬懿。諸葛亮在上邽打敗魏將郭淮、費曜，並收割魏軍的麥糧，與司馬懿軍在上邽之東遇上，司馬懿紧追诸葛亮，却憑險堅守，拒不出戰，諸葛亮便回軍鹵城。張郃認為漢軍從遠來攻，不如出示活路，他們遲早都會退兵，勸司馬懿不要用大軍圍城，這反而會令敵人堅守，攻不下還會大失民望。但司馬懿不接納，出軍圍鹵城，但卻登山掘營，只圍不攻，不與漢軍戰鬥。
魏軍將領數次請戰，司馬懿都不准，便譏笑他：「公畏蜀如虎，奈天下笑何！」五月辛巳日（6月27日），在眾將的一再要求下，司馬懿只好派張郃攻擊南圍的王平，自己从中路進逼蜀軍主力。王平坚守南围，击退张郃部的进攻，粉碎张郃部袭扰诸葛亮后路的图谋。与此同时，諸葛亮遣魏延、高翔、吳班分三路領兵与司马懿部作戰，大破魏軍，魏軍大败，被斬首三千精锐，《汉晋春秋》稱漢軍繳獲玄鎧五千領、角弩三千一百張，司马懿仅能退保大营。《晋书》的记载与《汉晋春秋》矛盾，声称魏军在追击战中大胜，斩俘万计。但是《晋书》回避了张郃之死，而且事后诸葛亮没有像第一次北伐失利后那样自贬，因而《晋书》的此处记载可信度较低。之後司馬懿不再出戰，两军变为消耗战。蜀漢一方的李嚴因遇上大雨無法如期運糧，便派狐篤（馬忠）、成籓示意諸葛亮撤軍。六月，諸葛亮眼見糧草接應不上，惟有引軍退回，而司马懿军亦已粮尽。
張郃認為不應追擊未被打敗的蜀軍，但司馬懿堅持要張郃領兵追擊，張郃無奈推進，結果在木門道被埋伏於高處的無當飛軍射中右膝，傷重而死。諸葛亮回師後得知李嚴試圖卸責，想殺岑述作掩飾，又欺騙劉禪稱撤軍是誘敵的策略，諸葛亮便將李嚴的前後手書做比對，李嚴亦無話可說，被貶為庶人。

### 第五次北伐

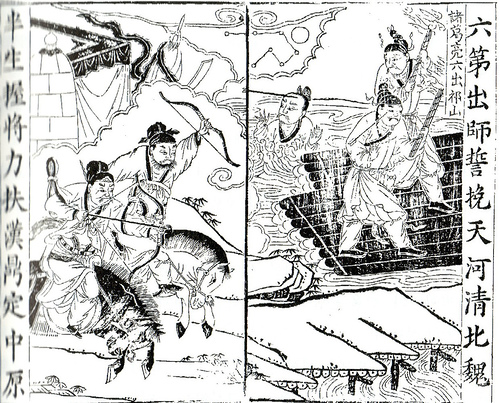
两国在渭河两岸对峙

諸葛亮在三年裡，勸農講武，以木牛流馬運米糧到斜谷口集積，又住在斜谷邸閣，與民休息，準備再次北伐。終於在234年二月，漢軍出斜谷口，同時派使臣到東吳，希望孫權能同時攻魏，孫權答應進攻合肥。四月，漢軍到達郿縣，大軍暫駐渭水南岸，司馬懿立即从渭水北岸渡河，背水防守，諸葛亮便在渭水南岸五丈原下紮營寨。
魏將郭淮認為漢軍必會爭奪渭水北岸北原，司馬懿認同，便派郭淮先前往防備。果然漢軍到來，但被郭淮擊退。諸葛亮明白運糧的問題，開始在渭水边的居民之間屯田生產糧食，百姓亦相安無事，一切如常。
渭水呈东西走向，有一条呈南北走向并向北流入渭水的武功水成为司马懿和诸葛亮争夺的焦点。五丈原位于武功水之西，诸葛亮派遣孟琰占据武功水东岸。司马懿曾于武功水涨水之时试图偷袭武功水东的孟琰所部，但遭诸葛亮搭浮桥以弩兵击退。
魏、漢兩軍相峙百多日，其后諸葛亮多次派人挑戰，司馬懿軍始終堅守不出。其後諸葛亮故意讓人帶一套女人的衣服、頭巾送給司馬懿，表示司馬懿就像女人一樣。魏軍將領見此情形都火冒三丈，紛紛要求出戰，為了搪塞將領們的要求，司馬懿假意上表給魏明帝請戰。曹叡便派衛尉辛毗為軍師，到前線節制司馬懿。諸葛亮明白「將在軍，君命有所不受」，這只是做樣而已。
之後諸葛亮派下戰使到司馬懿軍，司馬懿只使問諸葛亮寢、食和工作是否勞累，沒有提及軍事，使說諸葛亮事事親力親為，食少事煩，司馬懿認為諸葛亮如此活不了多久。果然到了八月，諸葛亮因積勞成疾而病倒，病情日益惡化。消息傳到成都，劉禪派李福去探望諸葛亮，並詢問以後國家大計和繼承人問題。《三國志》載諸葛亮對各將領交代後事，要長史楊儀和司馬費禕統領各軍撤退，由征西大將軍魏延、護軍姜維負責斷後。《魏略》載為諸葛亮命前軍師魏延攝行己事，由魏延負責指揮負責秘密退兵與密持喪之事。（《裴注三國志》作者裴松之認為。称《魏略》所述为“臣松之以为此盖敌国传闻之言，不得与本传争审。”）
不久，諸葛亮在軍營中與世長辭。漢軍諸將等按照諸葛亮臨終的部署，秘不發喪，楊儀整頓軍馬從容撤退。司馬懿得到百姓通知諸葛亮已死，率軍追擊，姜維令楊儀反旗鳴鼓，回軍向魏軍做出進擊的樣子，司馬懿趕緊撤退，不敢追趕。於是漢軍從容退去，進入斜谷後，才訃告發喪。而此事也被魏人當做笑話傳開了：「死諸葛嚇走生仲達」。

## 影響

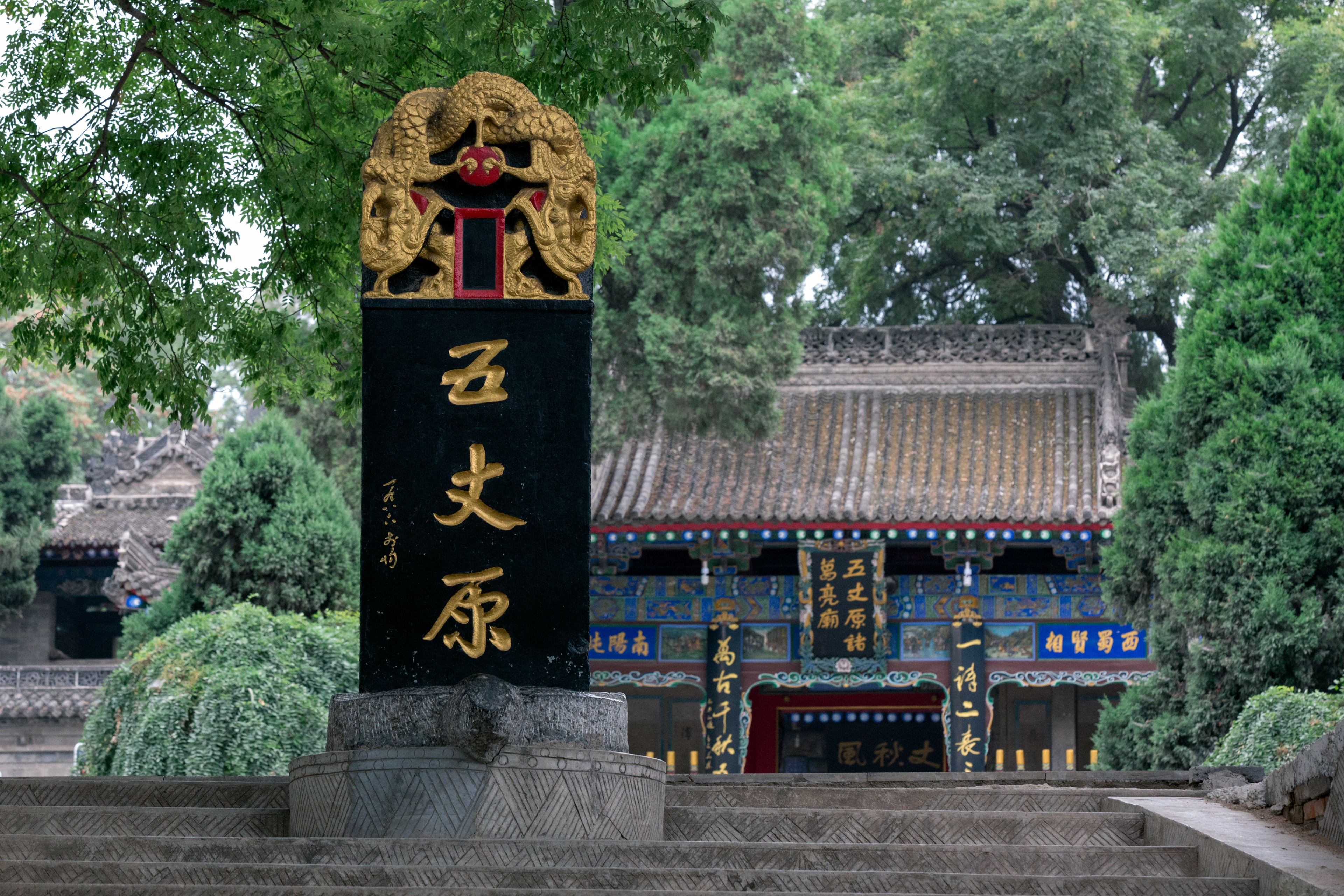
五丈原諸葛亮廟

諸葛亮積勞成疾，終於五丈原病歿。诸葛亮的逝世，对蜀汉是巨大打击。諸葛亮逝世之後，政治上有蔣琬、費禕、董允等為繼，政治仍算清明，使蜀漢仍保三十年國祚。但後主劉禪只求偏安，對於北伐並沒有太大的興趣，雖有姜維北伐，但姜維的北伐反導致蜀汉國內壓力大增，並使朝廷大臣不滿，北伐最終以失敗告終。
《三國志》載諸葛亮臨終決定以長史楊儀、司馬費禕統領各軍撤退，魏延斷後，姜維次之。然而前軍師魏延不同意撤军，加之魏延与楊儀积怨甚久，致使雙方發生爭鬥，最後魏延失敗，在逃回漢中的途中被平北將軍馬岱所殺。《魏略》則載諸葛亮患病，命魏延等人受領遺命密不發喪，並令魏延攝行己事。楊儀害怕魏延在得勢後將不利自己，於是散佈魏延造反的流言，起兵追而殺之。蜀漢因此折損一大將。
曹魏方面，魏明帝打敗諸葛亮後，在失去西南威脅後便無心政事，大臣楊阜、高堂隆等對此一再勸練，明帝雖多未採納，但也頗有氣度的不因此問罪。主帥司馬懿因長期抗敵有功，在曹魏的名望與地位逐漸上升，以致十多年後，发生高平陵之变，司馬氏代曹氏掌權。

## 评价

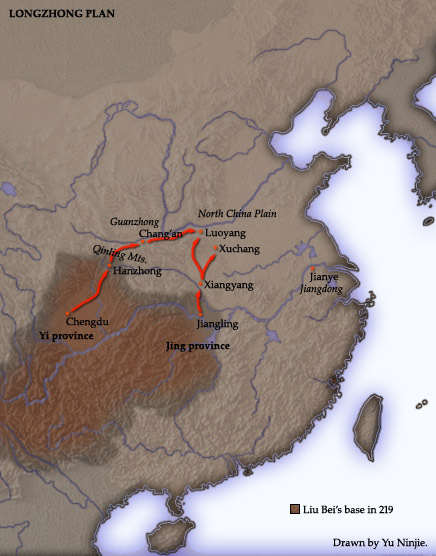
《隆中对》里原本的出兵计划

### 成败原因
諸葛亮多次北伐，雖取得部分勝利，並未取得關鍵性的成果，最終實際上北伐以失敗告終。原因有以下几点：
1. 漢魏兩國綜合國力差距甚大，魏国早已统一北方，国力强盛。比较在楚漢戰爭時成功的韩信北伐而言，西漢呂后二年（西元前186年）發生的武都大地震完全改变汉水的水道走向，使得诸葛亮无法與韩信暗渡陈仓一樣由水路运粮，被迫采用难走的山路，使得蜀汉军队的补给一直困难。虽在第四次北伐有木牛流马等机械工具的辅助，然而第四次北伐时因为李严运粮被大雨阻碍退回。第五次北伐时，诸葛亮采用屯田策略，试图与魏军打持久战，然而诸葛亮健康状况恶化，积劳成疾而去世。
2. 蜀汉樊城之战失去荊州之故，期間諸葛亮雖意圖以上庸作為實施隆中對的第二條可能路線，惜孟達未能起事即為司馬懿所敗。孙权只求偏安及割據江東，不願對魏用兵，同時在夷陵之戰後，蜀吳始終存在介蒂，即使在东线对曹魏的攻击，在正面战场也难以给曹魏造成压力。
3. 曹操、曹丕兩代經營後，魏國國力有所提升，明帝曹叡亦有出色的军事才能，任用司馬懿、曹真、郭淮等人與蜀汉军作戰，采取得当的坚守战略。在与诸葛亮正面作战遭到大败后，明帝深知魏军在正面战场与蜀汉军队直接交战将会处于下风，一直避免与蜀汉军队正面作战，而采用深沟高垒与蜀汉军队打消耗战。（但是消耗較大的是魏國國力，惟總體而言魏有強大補給及支援，使其始終能夠阻止蜀漢的進攻。）

北伐雖未能成功，然諸葛亮所率領的漢軍在以少攻多的形勢下卻基本上皆具有主動權，更讓魏明帝曹叡遭譏笑畏蜀如畏虎。諸葛亮治軍甚嚴、信賞必罰，對打造兵器亦嚴格要求，可謂治軍有素。北伐期間，諸葛亮更培養、提拔不少人才，將領如姜維、王平、鄧芝、馬忠等，文政如楊儀、蔣琬、董允、費禕等，多是於北伐期間逐步培養而成。（楊儀未等蔣琬軍至，便自引軍誅殺大將魏延，《魏略》載為楊儀造謠魏延欲北附魏國。此舉動就受蔣琬質疑。後更遭費禕揭發楊儀投敵之言，被貶為庶人、自害而亡。其餘人等則皆續獲重任。）
諸葛亮獨攬大權後更確保北伐攻勢，但國力並不因此衰退。反而國政日漸清明。（三国志诸葛亮传裴松之注：“亮之治蜀，田畴辟，仓廪实，器械利，蓄积饶，朝会不华，路无醉人”）相反魏国在曹叡為帝時却产生大量财政亏空。（晋书记载“每诸葛亮入寇关中，边兵不能制敌，中军奔赴，辄不及事机。”“每大军征举，运兵过半，功费巨亿”）這在長期消耗的战争中實屬罕見，多歸功於諸葛亮重視蜀汉水利道路等公共设施建设，注重民生產業，其中蜀錦更是兼具文化與經濟價值的產物，另有發展蜀鹽、天然氣等。

### 历代评价

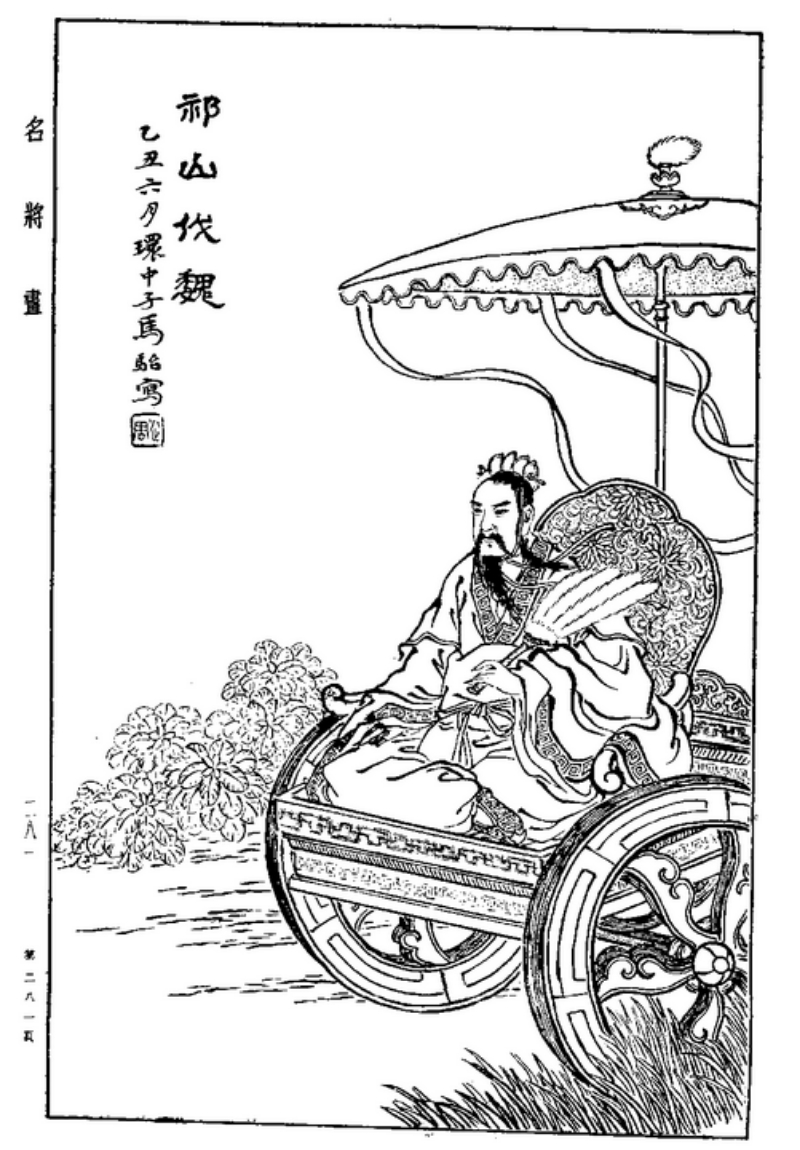
祁山伐魏

陈寿在撰写三国志时，表面上写的是“盖应变将略，非其所长欤！”，认为北伐失败的主要原因是诸葛亮应变不足。陳壽以魏为正統，避免直接把诸葛亮和司马懿直接对比（可以从诸葛亮传结尾的“伏惟陛下迈踪古圣，荡然无忌，故虽敌国诽谤之言，咸肆其辞而无所革讳，所以明大通之道也。谨录写上诣著作。臣寿诚惶诚恐，顿首顿首，死罪死罪。”惶恐语气看出）。然而实际上旁敲侧击的用司马懿的“天下奇才”和“又自以为无身之日，则未有能蹈涉中原、抗衡上国者，是以用兵不戢，屡耀其武。”“盖天命有归，不可以智力争也。”间接地表达自己的态度，认为诸葛亮北伐失败是因为“天命”所致。（若陈寿真的确信应变将略为主要原因，则不必论述“而所与对敌，或值人杰，加众寡不侔，攻守异体，故虽连年动众，未能有克。昔萧何荐韩信，管仲举王子城父，皆忖己之长，未能兼有故也。亮之器能政理，抑亦管、萧之亚匹也，而时之名将无城父、韩信，故使功业陵迟，大义不及邪？盖天命有归，不可以智力争也。”）
同时代东吴张俨《默记》评价为“孔明起巴、蜀之地，蹈一州之土，方之大國，其戰士人民，蓋有九分之一也，而以貢贄大吳，抗對北敵，至使耕戰有伍，刑法整齊，提步卒數萬，長驅祁山，慨然有飲馬河、洛之志。仲達據天下十倍之地，仗兼并之眾，據牢城，擁精銳，無禽敵之意，務自保全而已，使彼孔明自來自去。若此人不亡，終其志意，連年運思，刻日興謀，則涼、雍不解甲，中國不釋鞍，勝負之勢，亦已決矣”。他认为诸葛亮若非过早去世，其北伐将获得成果。
后世大多数人均对诸葛亮北伐持惋惜态度。杜甫的千古名句“出师未捷身先死，长使英雄泪满襟”即出于此。唐诗中有大量关于诸葛亮北伐的名句，如罗隐的“时来天地皆同力，运去英雄不自由”，李商隐的“管乐有才真不忝，关张无命欲何如”等，皆为诸葛亮的失败感到惋惜。这种观点在《三国演义》里也大量体现，一定程度上反映当时民间对诸葛亮北伐的普遍看法。
部分史学家认为诸葛亮北伐是违背天命的作法，司马光论述說“诸葛亮自负才能，逆天而行，自取败之也”，认为诸葛亮的北伐不顺应天命，自然不会成功。司马光在资治通鉴中将诸葛亮北伐称为入寇，与北宋与西晋的建国手段类似。然而這個觀點在當時已經受到相當大的爭議。司馬光修撰《資治通鑒》的助手劉恕曾經質問司馬光，「然漢昭烈竄巴蜀，似晉元。吳大帝興於江表，似後魏。若謂中國有主，蜀不得紹漢為偽，則東晉非中國也；吳介立無所承為偽，則後魏無所承也。南北朝書某主而不名，魏何以得名吳蜀之主乎？」
此外，諸葛亮不用魏延「計出子午谷」（《三國志》：“異道會師潼關”）也引發千古爭論。

### 后世影响
诸葛亮北伐亦使得诸葛亮所改造的八阵图名扬天下，杜甫有“名成八阵图”一句予以赞扬。诸葛亮的军事才能从此被兵家广泛认知。诸葛亮的八阵使得蜀汉的步兵能在正面战场对抗曹魏的骑兵部队甚至取得较大优势。司马懿在与蜀汉军队的多次交锋中，深知诸葛亮所用八阵与用兵之法的威力，有“天下奇才”之评论。在魏灭蜀后，根据晋书多处记载，司马昭令军队学习诸葛亮的八阵与用兵之法（晋书职官志有“及蜀破后，令勰受诸葛亮围阵用兵倚伏之法，又甲乙校标帜之制”记载），并在实际运用中取得一定的成果（参见马隆）。八阵图从此在中国军事界流传开来，后世李靖等人亦从中取得大量灵感创立六花阵。

## 重要參戰人物
|  | - 曹魏 - 曹叡（魏明帝，第一次、二次、三次、四次、五次統帥） - 曹真（第一次、二次大都督，第三次北伐後病逝） - 夏侯楙（安西將軍，都督關中，第一次北伐后被召回洛陽） - 馬遵（天水太守，第一次北伐後逃亡。） - 姜維（第一次北伐降蜀漢） - 梁緒、尹賞、梁虔（皆與姜維一同降蜀漢） - 上官子修（第一次北伐降蜀漢） - 上官顯（第一次北伐降蜀漢） - 上官勝（第一次北伐降蜀漢） - 楊條（第一次北伐降蜀，後為曹真所平定） - 游楚（第一次北伐死守，直到張郃來援，戰後論功行賞，進封列侯） - 郝昭（第二次重要將領，第二次北伐後病逝） - 王生（第二次次要將領，郝昭副將） - 王雙（第二次北伐戰死） - 郭淮（第三次大都督，第四次、五次北伐重要將領） - 魯芝（受到郭淮提拔，協助鎮守雍涼） - 司馬懿（第三次北伐後代替曹真，反攻重要將領及第四、五次大都督） - 杜襲（第四次北伐後病死） - 張郃（第一次北伐主將，第四次北伐戰死） - 辛毗（第五次北伐後病逝） - 費曜（一作费耀、一作费瑶） - 賈栩（一作贾嗣） - 魏平 - 戴凌（一作戴陵） - 薛悌（督軍） - 秦朗（征蜀護軍） - 胡遵 - 夏侯霸（偏將軍） | - 蜀漢 - 諸葛亮（蜀漢丞相，第五次北伐後病逝） - 趙雲（第一次北伐後病逝） - 魏延（督前部、前軍師，第五次北伐後因爭奪兵權而死） - 吳懿（一作吴壹） - 吳班 - 楊儀 - 王平（一作何平） - 鄧芝 - 姜維（第一次北伐從魏軍投降） - 馬謖（第一次北伐違反軍令被斬） - 黃襲（第一次北伐後被奪去兵權） - 張休、李盛（第一次北伐與馬謖同被斬） - 高翔（一作高详） - 費禕 - 張嶷 - 張翼 - 馬忠（狐篤） - 靳詳（第二次北伐前去勸說郝昭未成） - 陳式（第三次北伐將領） - 馬岱 - 廖化 - 孟琰（第五次北伐將領，防守武功水東，為司馬懿所攻） - 丁立 |  |

## 民間藝術

### 三國演義
《三國演義》中「六出祁山」的說法是不正確的。諸葛亮前後出師北伐五次，真正出兵祁山只有兩次（第一次、第四次）。
韓德、韓瑛、韓瑤、韓瓊、韓琪、董禧、薛則、崔諒、楊陵、徹里吉、雅丹、越吉、韓禎等人皆為虛構人物。
曹遵、朱讚、張虎、樂綝、關興、張苞等人並未參與此役。